# Marcelo Flores
Marcelo Flores, né le 1er octobre 2003 à Georgetown en Ontario au Canada, est un footballeur international mexicain qui évolue au poste de milieu offensif aux Tigres UANL.

## Biographie

### Carrière en club
Né à Georgetown en Ontario au Canada, Marcelo Flores est formé par Ipswich Town, qu'il rejoint en 2017 après avoir été repéré par l'entraîneur de l'Académie, Steve Foley de passage aux Îles Caïmans alors que Marcelo Flores s'y trouvait.
Il rejoint en 2019 l'Arsenal FC, où il poursuit sa formation. Le 6 octobre 2020 il signe son premier contrat professionnel avec Arsenal. Après avoir joué 20 matchs et marqué quatre buts avec les U18 du club, Flores intègre pour la première fois le groupe professionnel à l'entraînement en mai 2021.
Le 20 juillet 2022, Marcelo Flores est prêté par Arsenal au Real Oviedo pour une saison,.
Le 10 septembre 2023, Marcelo Flores quitte définitivement l'Arsenal FC afin de s'engager en faveur des Tigres UANL. Il signe un contrat de quatre ans,.

### En sélection
Marcelo Flores est éligible pour représenter 3 pays : le Canada, où il est né; l'Angleterre, où il a grandi ensuite et grâce aux origines de sa mère ; et le Mexique, pays dont est originaire son père.
Avec les moins de 16 ans, il inscrit un but contre la Norvège en août 2019.
En décembre 2020, alors qu'il n'a pas encore décidé quel pays il représentera, il est invité à un camp d'entraînement avec l'équipe nationale du Canada. Finalement, il ne s'y rend pas. En juin 2021, il est appelé dans une liste élargie pour disputer la Gold Cup 2021.
En décembre, Marcelo est convoqué pour la première fois avec l'équipe nationale du Mexique par le sélectionneur Gerardo Martino,. Il honore sa 1ère sélection le 9 décembre 2021 contre le Chili. Il entre en jeu à la 83ème minute,.
Marcelo Flores participe au tournoi Maurice Revello en 2023 avec les espoirs mexicains et perd en finale face au Panama.

### Vie privée
Marcelo Flores est issu d'une famille de footballeurs, son père Rubén Flores (en) a notamment joué au Mexique et au Canada. Il a également deux sœurs également footballeuses, Silvana Flores (en) et Tatiana.